# Cratoavis
Cratoavis é um gênero fóssil de ave do clado Enantiornithes do Cretáceo Inferior do Brasil. A uma única espécie descrita para o gênero Cratoavis cearensis. Seus restos fósseis foram encontrados na Formação Santana (Membro Crato) em Nova Olinda, no estado do Ceará, e datados do Aptiano.